# Derolus perroudi
Derolus perroudi là một loài bọ cánh cứng trong họ Cerambycidae.